# Johan Boding
Johan Boding, född 10 januari 1966 i Södertälje, är en svensk sångare. Han är utbildad vid Kungliga Musikhögskolan i Stockholm 1993–1998.  Han har varit medlem i glamrockgruppen Candy Roxx och i en senare upplaga av gruppen Noice (2003–2005).
Boding har haft roller i musikaler som Miss Saigon och Jesus Christ Superstar. I den senare har han flera gånger gestaltat Jesus, men även Judas och Hannas.
För sin roll i Miss Saigon fick han Guldmasken. Boding har också turnerat med Rhapsody in Rock och deltagit i tv-programmen Så ska det låta (2008, 2010) och Doobidoo (2009, 2016).
Åren 2008–2010 genomförde Boding turnén A Night at The Opera (efter Queens album med samma namn) där han framförde Queen-låtar. Under 2016–2017 turnerar Boding i Stockholm och landsorten med Freddie 70 years – A Freddie Mercury & Queen Tribute Consert tillsammans med Night of Queen Band & Choir. De framför då 24 låtar av Queen och Freddie Mercury som de lät i original som hyllning till Freddie Mercury som skulle ha fyllt 70 år 5 september 2016. Från 2018 turnerar Boding med orkester och kör med The Night of Queen - Freddie Forever.

## Diskografi
- "I Don’t Mind the Weather" (2006)
- "The Reason" (2008)
- "Livet vänder" (2012)
- Sonic Station "Next stop" (2014)

## Teater

### Roller
| År   | Roll | Produktion                                            | Regi      | Teater     |
| ---- | ---- | ----------------------------------------------------- | --------- | ---------- |
| 1998 | John | Miss Saigon Claude-Michel Schönberg och Alain Boublil | Trond Lie | Göta Lejon |